# Dayro Moreno
Dayro Mauricio Moreno Galindo (n. 16 septembrie 1985) este un fotbalist născut în Columbia care evoluează pe postul de atacant, în prezent legitimat la clubul columbian Once Caldas. Între 2008 și 2009 a evoluat în România, la Steaua București. În trecut a mai jucat la cluburi precum Clube Atlético Paranaense (împrumutat) și la Once Caldas. A jucat și la naționala de fotbal a Columbiei, între ani 2007 și 2011, marcând de două ori în 27 de selecții.

## Cariera
Dayro Moreno a început fotbalul la Once Caldas. A reușit să câștige, cu echipa columbiană, Copa Libertadores în anul 2004, după o finală cu argentinienii de la Boca Juniors, participând apoi la ultima ediție a Cupei Intercontinentale, disputată la Yokohama, și pierdută de columbieni în fața portughezilor de la FC Porto, care erau deținătorii Ligii Campionilor. Atacantul de 1.78 m a evoluat cu succes și la naționalele de tineret ale Columbiei, mai ales la naționala sub 20 de ani, unde s-a remarcat cu o serie de evoluții bune. Aceste evoluții l-au adus în atenția mai multor cluburi importante din Europa și America de Sud, cum ar fi Dinamo Zagreb, Hajduk Split (ambele din Croația) și Boca Juniors. Până la urmă, nimic nu s-a concretizat, deoarece formațiile croate nu au avut destui bani pentru a satsface cerințele celor de la Once Caldas, iar Boca Juniors a renunțat să îl cumpere în favoarea unui alt atacant. Până la urmă, Dayro a fost împrumutat la Atletico Paranaense, o echipă din Curitiba, Brazilia. A evoluat doar 2 meciuri pentru „Uragan”, întorcându-se apoi la Once Caldas. A avut un start fantastic al anului 2008: a fost selecționat pentru prima oară la echipa națională pentru a evolua împotriva Argentinei, în preliminariile Campionatului Mondial din 2010, și a reușit să înscrie golul victoriei Columbiei. Deoarece în acel moment era golgheterul Campionatului Columbiei, cu 16 goluri marcate, a părăsit Once Caldas pentru a veni la Steaua, după ce evoluase în 136 de meciuri și marcase de 57 de ori.
În ianuarie 2008, Dayro Moreno a semnat cu Steaua, fiind sfătuit de colegul său din naționala Columbiei, Róbinson Zapata. Suma de transfer pentru care Once Caldas l-a cedat pe jucător a fost de aproximativ 2.000.000 de euro. La Steaua, Moreno a sosit deodată cu conaționalul său, și în același timp tizul său, Jose 'Pepe' Moreno. La Steaua București a debutat tot în ianuarie 2008. Dayro Moreno a înscris primul gol al Stelei la Istanbul, împotriva Galatei, si a inscris si primul gol al Stelei în sezonul 2008-2009 împotriva Brașovului. A jucat pentru Steaua București în grupele UEFA Champions League, contabilizând 12 meciuri în această competiție.
În sezonul 2009–10, Dayro a fost trimis la echipa a doua a Stelei, întrucât a lipsit la reuniunea lotului și de la antrenament timp de 3 luni. A fost rechemat în lotul echipei mari de antrenorul Mihai Stoichiță în octombrie 2009, jucând pe data de 19 octombrie, într-un meci oficial, cel cu Politehnica Iași, în care a marcat.
. Pe 24 ianuarie 2010 s-a întors la Once Caldas, care a plătit pentru el 500.000 de euro. La 2 iunie 2011 a fost transferat la Club Tijuana pentru 3,5 milioane de dolari.
A cucerit titlul de golgheter al Apertura 2014 marcând 13 goluri pentru Millonarios Bogota.

## Palmares
| Sezon | Club        | Titlu               |
| ----- | ----------- | ------------------- |
| 2003  | Once Caldas | Colombian Primera A |
| 2009  | Once Caldas | Colombian Primera A |
| 2004  | Once Caldas | Copa Libertadores   |
| 2010  | Once Caldas | Colombian Primera A |

### Individual
- De 4 ori golgheter al Categoría Primera A

### Goluri internaționale
A evoluat și în echipa națională a Columbiei până în 2011, pentru care a marcat de două ori.
- 20 noiembrie 2007 cu Argentina
- 3 septembrie 2010 cu Venezuela